# Paspalum rectum
Paspalum rectum là một loài thực vật có hoa trong họ Hòa thảo. Loài này được Nees mô tả khoa học đầu tiên năm 1850.